# Volksspiegel
Volksspiegel. Zeitschrift für deutsche Soziologie und Volkswissenschaft erschien von 1934 bis 1938. Herausgeber waren anfangs Max Hildebert Boehm, Hans Freyer und Max Rumpf in Verbindung mit der Deutschen Gesellschaft für Soziologie (DGS). Ab 1936 fungierte Rumpf, losgelöst von der inzwischen ruhenden DGS, als alleiniger Herausgeber. 
Ziel des Volksspiegel war, „die Soziologie in eine umfassende Volkswissenschaft zu überführen, in eine Wissenschaft von der ‚Volksgemeinschaft‘“. Das war den Machthabern nicht eindeutig genug, die Reichsstelle zur Förderung des deutschen Schrifttums stufte die Zeitschrift als nicht unverdächtig und nicht empfehlenswert ein. Ab 1936 richtete Max Rumpf dann den Volksspiegel ganz auf Bauernromantik und Großstadtfeindschaft aus, „auf die antimodern-agrarische Variante des nationalsozialistischen Gesellschaftsbildes.“ Dennoch verzichtete Rumpf nicht auf die Verwendung des Begriffs Soziologie, er strebte eine deutsche Volkssoziologie an, „die für eine Bau- und Funktionslehre des Volkskörpers unumgänglich sei.“
Auf eine solche Soziologie konnten die NS-Machthaber ihrerseits verzichten. Mit dem Jahrgang 1938 stellte die Zeitschrift ihr Erscheinen ein.